# Espacialización sonora
El concepto de espacialización sonora surge desde el ámbito musical siendo estudiada desde siglos atrás debido a que un músico tenía la posibilidad de ubicar en tiempo y espacio real un instrumento musical o una fuente sonora. Normalmente la fuente sonora  mantiene una ubicación espacial puntual o se mueve respecto al oyente. Los primeros experimentos en espacialización usaban este método, y en un sentido amplio podría considerarse a la ubicación (y utilización) de los instrumentos dentro de una orquesta y aún el de los coros (que suenan mejor en ambientes reverberantes) como formas de espacialización. Si se desea consultar sobre la historia de la música espacial se sugiere music in space de Karlheinz Stockhausen..
Se denomina fuente sonora al proceso mediante el cual un sonido es manipulado para generar en el oyente la sensación de estar moviéndose en un espacio real o virtual. También se puede entender a la fuente sonora desde la concepción causalista que sucede cuando el oyente localiza el sonido en función a su origen espacial.
La localización de un sonido se encuentra subordinada a la actividad interna del oyente de modo que nuestro tensor timpani se encarga de localizar el origen de los sonidos y de la misma forma a la condición externa donde se encuentra la fuente sonora con respecto al oyente, es decir la acústica.
Por otro lado tenemos el concepto espectromorfología que fue definido por Denis Arthur Smalley para describir experiencias auditivas relacionadas con la evolución del espectro sonoro a través del tiempo.
Desde que la edición sonora es posible (a partir de la cinta magnética) se ha podido crear y entender el concepto de la espacialización virtual. La cual busca simular mediante procesamientos (generalmente digitales, aunque puede hacerse también en forma analógica) a las variaciones físicas (acústicas) que ocurrirían en el caso de estar moviéndose la fuente. Para oírse, estas simulaciones son reproducidas mediante al menos dos fuentes sonoras (altavoces), siendo el efecto más real cuantas más fuentes haya o dependiendo de la técnica de grabación que se utilice. La espacialización sonora virtual nos ha dado la oportunidad de crear y contraponer espacios sonoros inexistentes, en el ámbito de experimentación sonora ha sido de suma relevancia.
Actualmente se utiliza la espacialización sonora como herramienta para diseñar una narrativa sonora de manera que se crean, reconstruyen o se imitan entornos sonoros, estimulando en el oyente una experiencia sonora multidireccional.

## Fenómenos acústicos y psicoacústicos utilizados en la espacialización sonora
- ITD (Interaural Time Difference): es la diferencia de tiempo que existe entre una señal acústica que llega a un oído y al otro.

La velocidad de propagación del sonido en el aire es de 340 metros por segundo). Sin embargo, sufre variaciones de acuerdo a la frecuencia debido a interferencias (difracción de la misma cabeza) y su percepción se ve afectada asimismo en bajas frecuencias, cuando la longitud de onda es lo suficientemente larga como para que la diferencia de fase entre la señal percibida por ambos oídos sea despreciable.
- IID (Interaural Intensity Difference) o ILD (Interaural Level Difference): es la diferencia de intensidad o amplitud que hay entre la señal que llega a un oído y al otro. Esta diferencia obedece al inverso del cuadrado de la distancia. Como en la ITD también se ve afectada por la cabeza y los pabellones auriculares (orejas), que actúan como filtro reforzando algunas frecuencias y atenuando otras.

- Efecto Doppler: es un efecto de compresión/descompresión que sufren las ondas acústicas debido al movimiento entre una fuente y un oyente, que produce una desviación en la longitudes de onda, y por lo tanto en la altura percibida (es el típico efecto que oímos cuando se acerca o aleja un auto a gran velocidad).
- Reverberación: la localización espacial mediante la escucha binaural de una fuente sonora se verá afectada por el recinto en el que esté sonando.

## Métodos de espacialización
- Páneo por intensidad: es uno de los primeros métodos utilizados, y uno de los más comunes. Se basa en el efecto de la IID o ILD, y consiste en calcular la amplitud o intensidad relativa que deberían tener las fuentes acústicas reales (parlantes) para simular una fuente virtual espacializada en una ubicación determinada. Por ejemplo, en el caso más simple de un sistema estéreo, para hacer que algo parezca "sonar" en el medio, la señal deberá aparecer con la misma intensidad en ambos parlantes, mientras que si se quiere hacer que suene hacia un costado deberá ser mayor la intensidad del canal correspondiente a ese lado respecto al otro. Es interesante notar que si bien este sistema funciona bastante bien, al basarse únicamente en el IID la localización se verá afectada por los demás parámetros que pueden ir en contra del efecto de espacialización deseado. Por ejemplo, mediante el efecto Haas, se puede conseguir que si un sonido llega antes de un canal que del otro, aún sonando más fuerte este último, se perciba como proveniente del primero.

- Ambisonics: inventado por Michael A. Gerzon, Peter Fellgett y John Hayes al comienzo de la década del 1970, es un método de grabación, codificación, decodificación y reproducción del sonido en tres dimensiones. Para la grabación y codificación se utilizan cuatro micrófonos independientes ubicado en un punto del espacio. Mediante este método, se consigue tener un registro de las variaciones de fase e intensidad de la señal acústica en los tres ejes del espacio (tres de los micrófonos son direccionales), y un registro global (el micrófono restante es omnidireccional). Se consigue con esto codificar la información acústica de manera que permita luego decodificarla a un número arbitrario de canales y diversos tipos de ubicación de parlantes. Debido a que la fase es conservada y puede luego ser reproducida, no presenta las limitaciones propias del páneo por intensidad.

- HRTF: del inglés Head-related transfer function (función de transferencia relativa a la cabeza). Es un método aprovechado al máximo en escuchas binaurales (con auriculares), y consiste en la grabación de múltiples respuestas a impulsos grabadas en micrófonos ubicados en los lugares correspondientes a los tímpanos en cabezas artificiales. Estos múltiples impulsos son generados en una esfera alrededor de la cabeza, y debido a sus características espectrales (de banda ancha), permiten obtener en una forma muy exacta la respuesta que tiene una cabeza promedio ante un estímulo sonoro proveniente desde esa posición. Por lo tanto, mediante un proceso de convolución es posible luego hacer que una señal cualquiera suene en un sistema binaural como si proviniera del lugar del impulso utilizado.